# (3976) Lise
(3976) Lise est un astéroïde de la ceinture principale.

## Description
(3976) Lise est un astéroïde de la ceinture principale. Il fut découvert le 6 mai 1983 à la station Anderson Mesa par Norman G. Thomas. Il présente une orbite caractérisée par un demi-grand axe de 2,76 UA, une excentricité de 0,07 et une inclinaison de 12,7° par rapport à l'écliptique.

## Compléments